# Člunek

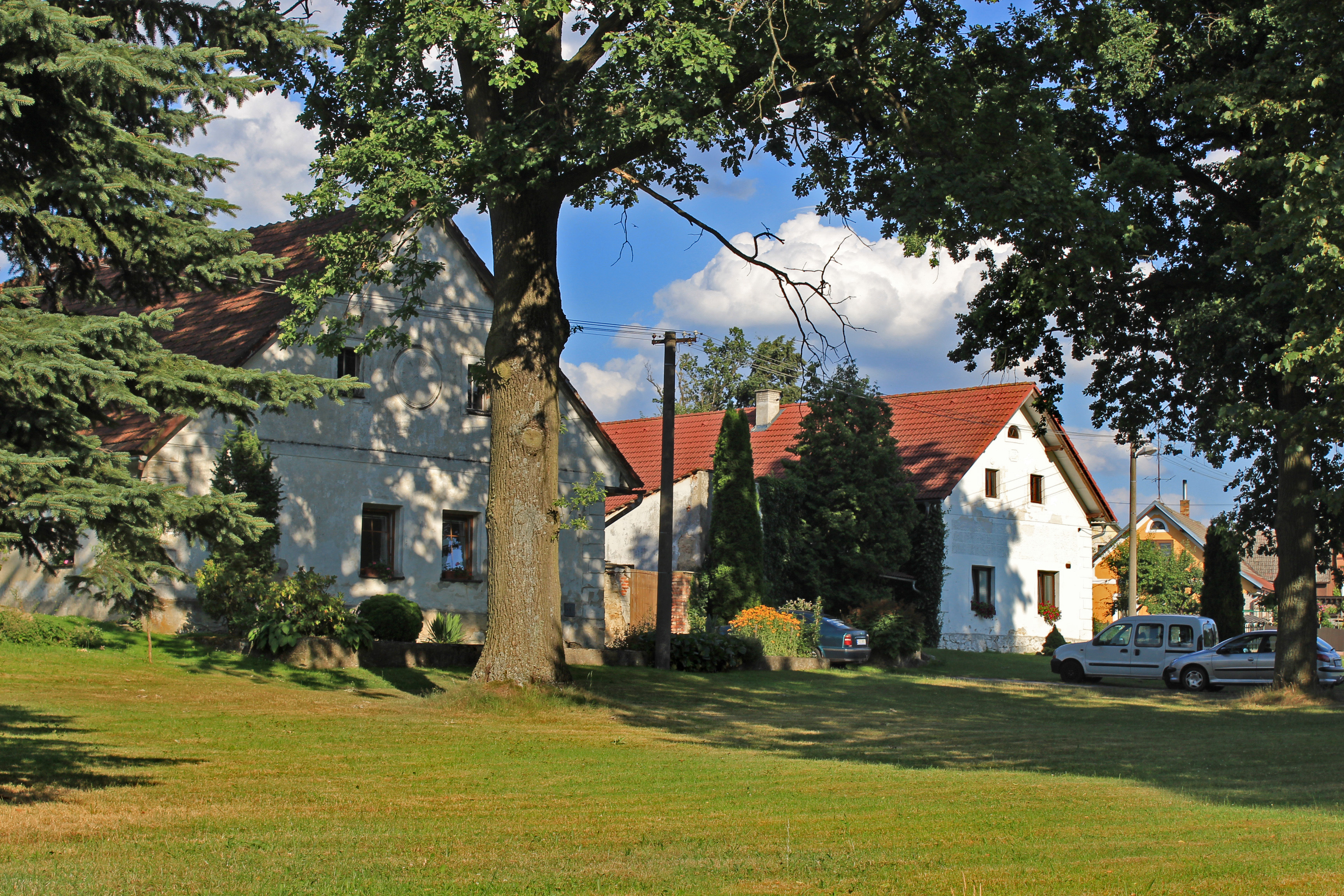
Dorfplatz

Člunek (deutsch Hosterschlag) ist eine Gemeinde mit knapp 500 Einwohnern in Tschechien. Sie liegt neun Kilometer südöstlich von Jindřichův Hradec und gehört zum Okres Jindřichův Hradec.

## Geographie
Das Straßendorf Člunek befindet sich im Nordwesten der Javořická vrchovina in einer hügeligen Teichlandschaft des Naturparkes Česká Kanada. Der größte Teich ist mit 196 ha der westlich des Ortes gelegene drei Kilometer lange und vom Koštěnický potok gespeiste Kačležský rybník (Gatterschlägerteich), die darin befindliche Insel ist ein Vogelschutzgebiet. Nördlich liegt mit dem Krvavý rybník (Rothwehrteich) ein weiterer großer Teich.
Im Ortsteil Lomy befindet sich der Bahnhof Kunžak-Lomy (Königseck-Tieberschlag) der Schmalspurbahnstrecke Jindřichův Hradec–Nová Bystřice (Neuhaus-Neubistritz). Der Ort ist als ein Linsenangerdorf angelegt.
Nachbarorte sind Malý Ratmírov im Norden, Lomy (Tieberschlag) im Osten, Kunějovský Dvůr (Kunaser Hof) und Kunějov (Kunas) im Süden, Kunějovské Samoty (Kunaser Einachten) im Südwesten, Kačlehy (Gatterschlag) im Westen sowie Hospříz (Köpferschlag) und Blažejov (Blauenschlag) im Nordwesten.

## Geschichte
Der Ort wurde im Jahre 1255 vom Deutschen Ritterorden gegründet. Im Czernin-Urbar aus dem Jahre 1654 ist verzeichnet, dass der Ort aus 29 Häusern bestand. Die Anlage von Tieberschlag und die bis 1945 gesprochene Ui-Mundart (nordbairisch) mit ihren speziellen bairischen Kennwörtern weisen auf eine Besiedlung durch bairische deutsche Stämme aus dem oberpfälzischen Raum hin, wie sie nach 1050, aber vor allem im 12/13. Jahrhundert erfolgte.
Ab 1693 gehörte Hosterschlag zur Herrschaft Königseck. Bis zum Jahre 1848 verblieb der Ort in dieser Herrschaft. Die Matriken werden seit dem Jahre 1787 im Ort geführt. Ab dem Jahre 1856 ist der Ort eine eigene Pfarre. Davor war Hosterschlag in Teltsch bzw. später in Blauenschlag eingepfarrt. Während des Deutsch-Österreichischen Krieges, 1866, wurde der Ort von preußischen Truppen besetzt, welche die Cholera einschleppten. Im Jahre 1893 wird eine Freiwillige Feuerwehr gegründet. Beim Bau der Lokalbahn von Neubistritz nach Neuhaus erhielt der Ort im Jahre 1899 einen Bahnhof. Zum 60. Regierungsjubiläum des Kaisers Franz Joseph im Jahre 1908 wurden von den Schülern Eichen gepflanzt. Die Einwohner des Ortes lebten von der Vieh-, Forst- und Landwirtschaft, wobei der Weinbau aufgrund des ungünstigen Klimas keine Rolle im Ort spielte. Neben Kleingewerbe gab es eine Raiffeisenkasse, zwei Mühlen und zwei Webereifaktoreien.
1910 waren die Bewohner zu 98 % deutschsprachig. 1919 wurde Člunek/Hosterschlag Teil der Tschechoslowakei. In Folge des Münchner Abkommens wurde der Ort zum 1. Oktober 1938 ein Teil des deutschen Reichsgaus Niederdonau. Im Zweiten Weltkrieg starben 39 Ortsbewohner. Ab dem 30. Mai 1945 wurde die deutsche Bevölkerung vertrieben. Fünf Personen kamen zu Tode. 25 Personen verblieben im Ort. Die nach Österreich vertriebenen Ortsbewohner wurden bis auf 5 Familien gemäß dem Potsdamer Abkommen nach Deutschland weitertransferiert. 1960 wurden die Nachbarorte Kunějov (Kunas) und Lomy (Tieberschlag) eingemeindet.

## Gemeindegliederung
Die Gemeinde Člunek besteht  aus den Ortsteilen Člunek (Hosterschlag), Kunějov (Kunas) und Lomy (Tieberschlag), die zugleich Katastralbezirke bilden. Zu Člunek gehören außerdem die Ansiedlung Kunějovský Dvůr (Kunaser Hof) und die Wüstung Stárka (Starka).

## Siegel und Wappen
Vor dem Jahre 1848 konnte kein Gemeindesiegel nachgewiesen werden. Es wird vermutet, dass alle rechtlichen Angelegenheiten von der Herrschaft Königseck abgewickelt wurden. Ab 1848 hat Hosterschlag einen bildlosen Gemeindestempel geführt.

## Bevölkerungsentwicklung
| Volkszählung | Einwohner gesamt | Volkszugehörigkeit der Einwohner | Volkszugehörigkeit der Einwohner | Volkszugehörigkeit der Einwohner |
| Jahr         | Einwohner gesamt | Deutsche                         | Tschechen                        | Andere                           |
| ------------ | ---------------- | -------------------------------- | -------------------------------- | -------------------------------- |
| 1880         | 675              | 659                              | 16                               | 0                                |
| 1890         | 605              | 587                              | 18                               | 0                                |
| 1900         | 586              | 574                              | 12                               | 0                                |
| 1910         | 539              | 529                              | 10                               | 0                                |
| 1921         | 495              | 475                              | 18                               | 2                                |
| 1930         | 446              | 406                              | 40                               | 0                                |

## Sehenswürdigkeiten
- Naturreservat Krvavý und Kačležský rybník
- Kirche des Hl. Johannes von Nepomuk, erbaut 1787, Altarbild von Rudolf Müller, Seitenaltar von Mathias Neubauer, Kanzel von Josef Kocab
- Kapelle des Hl. Florian in Lomy
- Kapelle des Hl. Philippus in Kunějov
- Gehöfte im Stil des böhmischen Bauernbarock, das älteste stammt aus dem Jahre 1823[12]

## Söhne und Töchter der Gemeinde
Adalbert Ruschka (1838) Schriftsteller, Dichter, Direktor der Lehrerbildungsanstalt Budweis

## Brauchtum
Reiches Brauchtum bestimmte den Jahresablauf deutschen Ortsbewohner:
- Starb ein junges Mädchen, ging vor dem Sarg ein Mädchen mit einem Brautkleid und einem Myrthenkranz. Der Sarg selbst wurde ebenfalls von Mädchen getragen und dahinter ging ein Mädchen in einem schwarzen Kleid mit einer abgebrochenen Kerze.[13]

- Eine Sage aus Hosterlitz spricht von Waldweibern. Wird ein Kind geboren, versuchen sie es zu stehlen und legen dafür ihr Eigenes in die Krippe. Diese missgestalteten Kinder haben einen unförmigen Kopf und lernen nie sprechen. Deshalb verlässt die Mutter so gut wie nie das Zimmer, bevor sie nicht den Dorfsegen in der Kirche erhalten hat.[14]

- In der Umgebung wurde der Ort „Hausterschloh“ genannt.